# Sebastian John
Sebastian Linnet John (født 26. marts 1996 i Viborg) er en dansk fodboldspiller, der spiller i den danske klub HB Køge  som målmand.

## Klubhold
Sebastian John begyndte at spille fodbold i Viborg-klubben Søndermarkens Idræts Klub. Som U13-spiller skiftede han til elitesamarbejdet FK Viborg, der har hjemsted på Viborg FFs klubanlæg.
Som 16-årig skrev Sebastian John i juni 2012 en 3-årig kontrakt med Viborg FF. Her skulle han ved siden af skolegang på handelsskolen, passe målet på U17-holdet, ligesom han skulle træne med klubbens bedste hold. Ti dage forinden havde han for første gang været i truppen, da klubben spillede hjemmekamp mod FC Vestsjælland i 1. division. I løbet af de næste to år rykkede han op i U19-rækken, fik spilleminutter for klubbens 1. hold i træningskampe, og ofte passede målet i Reserveligaen. Allerede i august 2014 forlængede klub og spiller kontrakten, som stod til udløb i juni 2015. Fra 1. juli 2015 bandt parterne sig til en kontrakt gældende til sommeren 2018, ligesom Sebastian John ville blive rykket op i klubbens trup i Superligaen, som reservemålmand for Peter Friis Jensen.
Første gang Sebastian John var i truppen til en kamp i Superligaen var 6. april 2014, da han sad på bænken på Viborg Stadion i hjemmekampen mod OB. Til og med hjemmekampen mod Silkeborg IF den 17. april 2017 havde Sebastian John været reservemålmand for Viborg FF i to kampe i 1. division og 58 kampe i Superligaen, uden at spille ét minut. Han havde spillet fire hele kampe i DBU Pokalen.
I slutningen af maj 2018 blev det offentliggjort, at John ikke fik forlænget sin kontrakt med Viborg FF.

### Fremad Amager
Efter at have været til prøvetræning i flere uger skrev John i juli 2018 under på en kontrakt med Fremad Amager.

## Landsholdskarriere
Den 5. februar 2013 fik Sebastian John debut på et landshold under Dansk Boldspil-Union, da han spillede hele kampen for Danmarks U/17-fodboldlandshold i en international turneringskamp mod Slovakiet på La Manga Club i Spanien. Sebastian John blev i Marts 2018 udtaget til det danske U-21 landshold, og fik sin debut den 22. marts 2018, i en træningskamp mod Østrig. I alt har han spillet 9 landskampe for forskellige ungdomslandshold.